# Spunerizem
Spunerizem (angleško Spoonerism) je besedna igra ali govorna napaka, pri kateri ustrezni samoglasniki, zlogi ali morfemi zamenjajo mesta in nastanejo nesmiselne besede oziroma besedne zveze, ali pa dobijo povsem drug pomen. Imenuje se po častitem Williamu Archibaldu Spoonerju (1844–1930), rektorju na New College, Oxford, ki je bil nagnjen k temu.
Če gre samo za eno besedo, govorimo o metatezi ali premetu.

## Primeri

### Slovenski
- volilni molk – molilni volk
- globinska ostrina – ostrinska globina
- Polona Kunc – kolona punc
- Trška Gora – Grška Tora
- nočna mora – močna nora (značilnost nočne more)
- Jaka Racman - Raka Jacman

### Angleški
- loving shepherd (ljubeči pastir) – shoving leopard (potiskajoči leopard)
- butterfly (metulj) – flutter by (prhutati mimo)
- Tom Cruise – Come truce (pridi, premirje)

Nekaj Spoonerjevih najbolj poznanih (verjetno pa izmišljenih) spunerizmov:
- "It is kisstomary to cuss the bride." namesto "It is customary to kiss the bride." ("Običajno sedaj ženin preklinja nevesto" namesto "Običajno sedaj ženin poljubi nevesto.")
- "You have hissed all my mystery lectures." namesto  "You have missed all my history lectures." ("Odsikali ste moja skrivnostna predavanja" namesto "Zamudili ste moja predavanja iz zgodovine.")

Nekdanji ameriški predsednik George W. Bush je poznan po takih ali drugačnih jezikovnih spodrsljajih (glej bušizem), nekateri pa so tudi spunerizmi:
- "If the terriers and bariffs (barriers and tariffs) are torn down, this economy will grow." ("Če bodo terierji in barifi zmanjšani, bo šla ekonomija navzgor." namesto "Če bodo ovire in tarife zmanjšane, bo šla ekonomija navzgor."[3]